# Ананда Марга
Ананда марга (санскр. आनन्द मार्ग, Путь Блаженства) — международное социально-духовное движение, основанное в 1955 году в Джамалпуре (штат Бихар, Индия) индийским духовным учителем, философом, писателем, композитором и общественным деятелем Прабхатом Ранджаном Саркаром (1921—1990), известным также как Шри Шри Анандамурти (духовное имя). Полное название организации — «Ананда марга прачарака сангха». Миссия Ананда Марги — самореализация (индивидуальная эмансипация) и служение человечеству (коллективное благо): удовлетворение физических, умственных и духовных потребностей всех людей. Её филиалы находятся в более чем 200[уточнить] странах мира. Наиболее крупные центры действуют в Индии, США, Италии, Дании, на Филиппинах и Тайване. Дочерние организации «Ананда марги» AMURT и Proutist Universal входят в список неправительственных организаций, с которыми сотрудничает Департамент общественных связей Секретариата ООН.
Девиз организации: «Самореализация и служение всему сущему». «Ананда марга» предлагает обучение йоге, медитации и другим практикам саморазвития на некоммерческой основе, а также реализует ряд социальных проектов: организацию детских садов и школ в регионах с низким уровнем жизни, оказание гуманитарной и психологической помощи в районах стихийных бедствий, раздачу продуктов неимущим и т. д. Также своей целью организация ставит воспитание духовно развитых и социально активных личностей («садвипр»).

## История

### Начальный этап
В 1939 году в возрасте 17 лет, будучи студентом Видьясагарского колледжа, Прабхат Ранджан Саркар совершил свою первую тантрическую инициацию, научив медитации Каличарана Бандьёпадхьяя. С этого момента начался путь Саркара как духовного учителя.
С 1941 до начала 1950-х годов П. Р. Саркар работал бухгалтером на индийских железных дорогах. Сначала он научил техникам тантрической медитации лишь нескольких своих сослуживцев, однако постепенно число его учеников росло. Последователи стали называть его Шри Шри Анандамурти (с санскр. — Воплощение Блаженства) или просто Баба (Отец или самый любимый).
7 ноября 1954 г. в Джамалпуре состоялось собрание учеников Саркара, на котором он объявил о создании движения «Брахма ишта марга» (Путь, ведущий к Брахме). 9 января 1955 г. организация была официально зарегистрирована в индийском штате Бихар, а 7 ноября 1955 г. переименована в «Ананда марга прачарака самгха» (Организация, целью которой является пропаганда «Пути Блаженства»), сокр. «Ананда марга» (Путь блаженства).
С этого времени Саркар начал подготовку ачарьев — учителей медитации.
Публикуются первые книги П. Р. Саркара: «Руководство к поведению человека», «Ананда марга: элементарная философия» и «Проблемы современности».
В 1958 году П. Р. Саркар организует программу в поддержку художников и литераторов, претворившуюся в дальнейшем в одно из направлений деятельности организации в рамках постоянно действующего проекта «Ассоциация деятелей искусства и писателей Возрождения» (RAWA).
В 1959 году Саркар выдвигает теорию прогрессивного использования (PROUT), социально-экономическую теорию, основанную на универсализме и важнейших человеческих ценностях. В 60-е гг. для реализации программных пунктов данной социально-экономической концепции «Ананда марга» формирует дочернюю международную организацию Proutist Universal.
Изначально в «Ананда марге» ачарьями (ачарья — тот, кто учит других своим примером; духовный учитель в «Ананда марге», имеющий право обучать всех урокам медитации) могли становиться только уважаемые семейные люди, однако позже Шри Шри Анандамурти основывает институт монашества (Санньяси) с целью ускорения распространения своего учения. Подготовка монахов мужчин началась с 1962 года, женщин — с 1966. Со временем тренинг-центры для подготовки ачарьев были открыты в разных частях света: Йедрефорсе Архивная копия от 11 марта 2021 на Wayback Machine (Швеция), Давао (Филиппины), Варанаси, Бангалоре (Индия) и Гане (Африка).
В 1962 г. в пустынном районе на границе штатов Западная Бенгалия и Бихар началось строительство Ананданагара (с санскр. — Город Блаженства), куда переместился центральный офис организации.
С 1962 по 1970 год «Ананда марга» активно внедряет различные проекты социального служения, в рамках которых разворачивается работа «Отдела образования, благотворительности и общественного благосостояния» (ERAWS, 1963), который занялся созданием в Индии, а потом и по всему миру школ, колледжей, больниц, детских домов и домов для престарелых; специального «Совета по обучению» (1964); «Отделения по благосостоянию женщин» (WWD, 1965). Все они занимаются разработкой специальных программ для школ, детских домов, медицинских клиник. В 1966 г. в Ананда Нагаре открывается колледж «Ананда марги». В 1968 г. начинает работу Институт технологий «Ананда марги» (AMIT). С началом его деятельности появляются постоянные специальные программы по оказанию помощи терпящим бедствие, реализацию которых, включая собственные проекты, осуществляют благотворительная организация AMURT Архивная копия от 9 февраля 2010 на Wayback Machine (Ananda Marga Universal Relief Team — «Всемирная команда помощи „Ананда марги“») и её женская дочерняя структура AMURTEL Архивная копия от 13 января 2011 на Wayback Machine (Ananda Marga Relief Team Ladies).
В 1966 году ачарья «Ананда марги» впервые покинул Индийский субконтинент, отправившись распространять духовную философию Шри Шри Анандамурти в Африку. В 1968 году «Ананда марга» была официально зарегистрирована в Кении. Первый офис нью-йоркского сектора (в который входят страны Северной и Центральной Америки, а также Карибского бассейна) открылся в г. Карбондейл (штат Иллинойс, США) в 1969 году, а к 1973 году на территории сектора было открыто около 100 центров обучения йоге, медитации, духовной и социальной философии. В 1970 году открываются секторальные центры в Европе, Азии и Африке.
В 1971 году с обнародованием системы «16 пунктов» («Кодекса поведения») завершается фаза организационного и идейного становления международной организации «Ананда марга Прачарака Самгха».

### Период политических гонений в Индии
Духовные и социальные принципы «Ананда марги» оказались весьма привлекательными для многих людей, движение быстро распространялось в различных регионах Индии, где число его последователей превысило 2 миллиона человек, включая, помимо прочих, сотрудников полиции и чиновников. За рубежом оно начало развиваться в десятках стран на разных континентах, включая Европу, Азию и Северную Америку.
Критическое отношение «Ананда марги» к социально-экономической ситуации в Индии, а также растущая популярность организации среди государственных служащих вызывали недовольство индийских властей. Против «Ананда марги» было настроено не только правительство, но и некоторые консервативные силы в Индии. Члены «Ананда марги» не скрывали, что у организации много врагов. Вот, что писалось в одной из брошюр:
Консервативные индуисты выступили против программы Анандамурти об отмене кастовой системы. Состоятельные бизнесмены и землевладельцы почувствовали, что его социалистические идеалы угрожают их интересам; и самое главное, коммунисты увидели в его организации угрозу подрыва их опоры среди малоимущих и интеллигенции. Коммунистическая партия Индии (КПИ, просоветский блок) сыграла большую роль в укреплении власти г-жи Ганди и готова внести свой вклад в подавление движения «Ананда марги». Анандамурти обвинил советский КГБ в организации нескольких акций, направленных против «Ананда марги»; недавно в советской прессе появились статьи, очерняющие «Ананда маргу» и призывающие запретить её не только в Индии, но и во всем мире.
Религиовед С. И. Иваненко пишет, что «в 1971 году Саркар был осуждён, как было впоследствии установлено, по сфабрикованному обвинению в убийстве шести своих бывших сподвижников».
12 февраля 1973 года он был отравлен в Банкипурской центральной тюрьме (Патна), тюремным врачом. Требование Саркара о проведении расследования по факту отравления было проигнорировано властями. В знак протеста 1 апреля 1973 года он начал голодовку (в день он выпивал лишь один стакан разбавленной водой молочной сыворотки), которая длилась пять лет и четыре месяца — вплоть до самого освобождения.
С 1975 по 1977 годы «Ананда марга» была запрещена, как и ещё 25 индийских организаций, в соответствии с чрезвычайным положением, введенным в Индии правительством Индиры Ганди. Было закрыто более 400 школ, множество монахов и приверженцев «Ананда марги» было арестовано, на имущество и активы организации был также наложен арест.
Тюремное заключение П. Р. Саркара, а также попытка отравления вызвали волну протестов среди его последователей по всему миру. В знак протеста против заключения их гуру, несколько членов «Ананда марги» совершили самосожжения.
В результате апелляции 4 июля 1978 года обвинения с П. Р. Саркара были сняты, и он был освобождён.
За то время, пока Саркар находился в тюрьме, организация «Ананда марга» распространилась во многих странах мира.

### Период после выхода П. Р. Саркара из заключения
В 1978—1979 годах Саркар провёл мировое турне, встречаясь со своими последователями в разных странах мира, включая Швейцарию, Германию, Францию, Скандинавию, Ближний Восток, Таиланд, Тайвань, Венесуэлу и Ямайку. Государственный департамент США запретил ему въезд на территорию страны в связи с заявлениями Саркара о коррупции в правительстве Индии, поэтому встреча с американскими учениками была проведена на Ямайке в 1979 году.
В 1982 году Саркар представил концепцию неогуманизма и выпустил несколько трудов по филологии. Кроме того, в этом году он начал сочинять песни духовного содержания, названные Прабхат Самгитами (песни Нового Рассвета), общее число которых составит 5018.
В 1986 году П. Р. Саркар выдвинул теорию микровит, мельчайших тонких сущностей, которые являются основой всего существующего мира. Для проведения исследований в данной области был организован «Институт исследования Микровит» (Microvita Research Institute Архивная копия от 26 июля 2010 на Wayback Machine).
21 октября 1990 года П. Р. Саркар ушёл из жизни.
В 1991 году «Всемирная команда помощи „Ананда марги“» (AMURT) была официально признана ООН как неправительственная организация.
В декабре 1995 года над штатом Западная Бенгалия были сброшены с парашютами с самолёта ящики с оружием, которое, как предполагается, предназначалось для движения «Ананда марга».
В 1996 году Верховный суд Индии отменил запрет государственным служащим быть членами «Ананда марги» и подтвердил юридический статус организации.

## Структура
«Ананда марга прачарака самгха» — организация с иерархической структурой. Главный офис, возглавляемый генеральным секретарем, является основным представительным органом АМПС. В мировом масштабе организация делится на 9 секторов, каждый из которых назван по главному городу сектора:

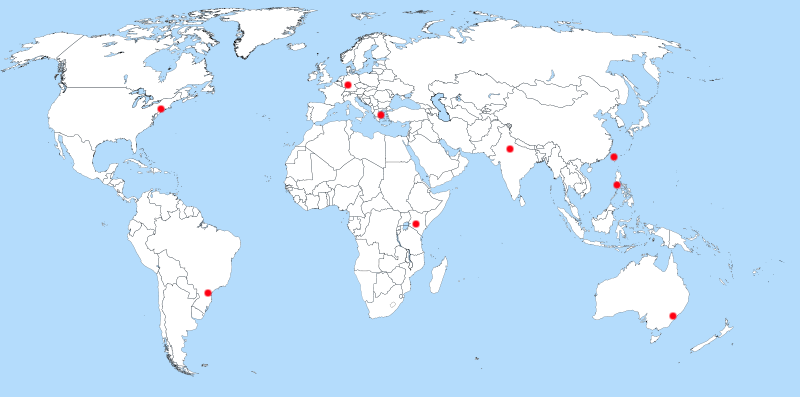
Секториальные офисы «Ананда марги»

1. Делийский сектор — Индийский субконтинент
2. Гонконгский сектор  Архивная копия от 3 июля 2010 на Wayback Machine — Северо-Восточная Азия, азиатская часть России
3. Манильский сектор  — Юго-Восточная Азия
4. Сува-сектор  Архивная копия от 2 марта 2012 на Wayback Machine — Австралия, Тихоокеанский регион
5. Нью-Йоркский сектор  — Северная и Центральная Америка и страны Карибского бассейна
6. Джорджтаунский сектор  Архивная копия от 1 июля 2010 на Wayback Machine — Южная Америка
7. Берлинский сектор  — Европа, европейская часть России
8. Каирский сектор  Архивная копия от 1 июля 2010 на Wayback Machine — Балканы, Западная Азия, Северная Африка
9. Найроби-сектор  Архивная копия от 23 августа 2011 на Wayback Machine — Африка к югу от Сахары

Все виды деятельности координируются через девять секториальных офисов. Каждый сектор, в свою очередь, делится на районы, которые при необходимости подразделяются на более мелкие единицы. Каждая из них возглавляется старшим должностным лицом — секретарем (секториальным, региональным и т. д.)
Отдельным субъектом АМПС является «Департамент женского благосостояния» (Women’s Welfare Department), учрежденный в 1977 году. Этот департамент, возглавляемый женщинами, был создан, чтобы предоставить им возможность осуществлять служение и делать вклад в улучшение положения женщин, детей и общества в целом в области образования, социальной работы и местных инициатив.
АМПС также стремится к совершенствованию деятельности человека и во всех других сферах жизни. «Ассоциация деятелей искусства и писателей Возрождения» (Renaissance Artists and Writers Association) является организацией, цель которой — развитие изящных искусств. RAWA регулярно организует в разных странах культурные мероприятия (концерты, театральные постановки и пр.).
Официальной организацией социального обеспечения и развития в составе АМПС является «Всемирная команда помощи Ананда марги» (Ananda Marga Universal Relief Team). Ответвление AMURT’а, возглавляемое исключительно женщинами, называется AMURTEL (Ananda Marga Relief Team Ladies). AMURT занимается как оказанием чрезвычайной помощи при стихийных бедствиях, так и долгосрочными общественными проектами (строительство школ, сиротских приютов, дорог, систем водоснабжения и т. д.).
«Ассоциация учителей йоги школы Ананда марга» (Ananda Marga Association of Yoga Educators Архивная копия от 17 июля 2010 на Wayback Machine) была основана в 2006 году для исследования, обсуждения и обмена знаниями о йоге и духовных практиках.

### Ананда Марга Гурукула
«Ананда Марга Гурукула» (AMGK) занимается созданием всемирной сети неогуманистических школ и институтов, чтобы «ускорить создание общества, в котором будут править любовь, мир, понимание, вдохновение, справедливость и всеобщее процветание». Отражая всю широту взглядов П. Р. Саркара, AMGK стала многогранной организацией с различными отделениями, посвященными духовному возвышению человечества через образование, помощь, социальное благосостояние, искусство, экологию, интеллектуальное возрождение, эмансипацию женщин и гуманистическую экономику.
В 1990 году «Отдел образования, благотворительности и общественного благосостояния» (Education, Relief and Welfare Section), который развился в глобальную сеть из примерно тысячи неогуманистических школ и институтов, достиг расцвета в виде основания Университета Гурукулы Ананда Марги (Ananda Marga Gurukula University), связанного с несколькими сотнями самодостаточных экопоселений («мастер-юнитов») во всем мире. AMGK принимает активное участие в следующих проектах:
- Строительство студенческого городка площадью 525 км² в Ананданагаре (Западная Бенгалия, Индия).
- Поддержка строительства всемирной сети «мастер-юнитов» (площадью от 2 до 400 га) в более чем 120 странах мира.

AMGK возглавляет ректор (kulapati) при поддержке правления (cakradhuri) и академического совета (mahasamiti). Штаб-квартира AMGK находится в Ананданагаре (Западная Бенгалия, Индия), её глобальное отделение связи AMGK Inc. расположено в Итаке (штат Нью-Йорк), а ректор осуществляет руководство из офиса, находящегося в Йедрефорсе (Швеция). Дочерняя организация AMGK «Неогуманистические школы и научно-исследовательские институты» (Neo-Humanist Schools and Research Institutes) дважды в год (в мае и октябре) публикует информационный бюллетень Gurukula Network.

## Тантра
Тантра лежит в основе духовных практик «Ананда марги», пути йоги, предложенного Шри Шри Анандамурти.
Согласно Шри Шри Анандамурти, термин «тантра» был впервые введён Господом Шивой, называемым также Садашивой, который был просветлённым йогином, жившим в Гималаях около 7500 лет назад. Тантра, которая возникла в Индии и Южной Азии, до Шивы существовала в виде школ Кашмири (Káshmiirii) и Гаудия (Gaod’iiya), которые были разрозненны и несистематизированы. Шива родился и вырос в среде тантры, хотя это была ещё не классическая тантра. Он был первым, кто обобщил, систематизировал все тантрические направления и начал распространять систему тантра-йоги.
По словам Шри Шри Анандамурти, практикующие тантру приобретут более широкое и глубокое мышление, отвергая узкомыслие. Они всегда будут работать не покладая рук для достижения благосостояния человечества. Благодаря такому самоотверженному служению они сумеют преодолеть все оковы разума, такие как ненависть и стыд. Практикующие менее развитую тантру будут вести себя противоположным образом: они будут потворствовать кастовости, зависти и ненависти между различными группами людей.

Человек, который независимо от принадлежности к той или иной касте, убеждений или религии стремится к духовному развитию или делает что-то конкретное, является тантриком. Тантра сама по себе ни религия, ни «изм». Тантра — это фундаментальная духовная наука. Везде, где есть какая-либо духовная практика, должно считаться само собой разумеющимся, что она основана на тантрическом культе. Там, где нет никакой духовной практики, где люди молят Бога выполнить их мелкие мирские желания, где единственным девизом людей является «Дай нам это, дай нам то», — только там можно обнаружить попытки препятствовать тантре. Таким образом, только те, кто не понимают тантру или даже после понимания тантры не хотят делать никакой духовной практики, противостоят культу тантры.
Оригинальный текст (англ.)A person who, irrespective of caste, creed or religion, aspires for spiritual expansion or does something concrete, is a Tantric. Tantra in itself is neither a religion nor an 'ism'. Tantra is a fundamental spiritual science. So wherever there is any spiritual practice it should be taken for granted that it stands on the Tantric cult. Where there is no spiritual practice, where people pray to God for the fulfilment of narrow worldly desires, where people’s only slogan is “Give us this and give us that” – only there do we find that Tantra is discouraged. So only those who do not understand Tantra, or even after understanding Tantra do not want to do any spiritual practice, oppose the cult of Tantra.
— Шри Шри Анандамурти

### Тантра в «Ананда марге»
Философия и практики «Ананда марги» основаны не только на древней классической тантре Шивы. Тантра занимает центральное место в миссии Шри Шри Анандамурти, но она также тесно связана с двумя столпами общественного преобразования — неогуманизмом и ПРАУТом. Он говорил о взаимосвязи древней философии тантры с новыми открытиями в области психологии и социальной теории, а также уделял большое значение роли личности как духовного и политического субъекта.
Тантра в «Ананда марге» имеет обширную метафизическую основу, которая включает способы познания, восприятия и обработки информации, выходящие за рамки ограниченного мышления. Шри Шри Анандамурти утверждал: «Духовная жизнь управляет всеми другими сферами человеческой жизни».
Квинтэссенцией тантры является пробуждение скрытой духовной силы в человеке и объединение её с космическим Сознанием. Это не религия или философия, которые могут ограничиваться только абстрактными спекуляциями или теоретическими дебатами. Тантра — это процесс субъективной трансформации, который может пройти каждый, независимо от образования или интеллектуального развития, так как плоды духовных усилий доступны для всех.
Тантра не делит людей на группы, согласно их происхождению, расовой или национальной принадлежности, социальному положению, и поэтому не видит причин для превосходства одних людей над другими. Однако тантра признаёт индивидуальную силу и развитие скрытого личностного потенциала, который делает некоторых людей более выдающимися, чем другие. Поэтому тантра подчёркивает примат человеческих ценностей над общественными.

## Практики
Духовная практика (садхана) последователей «Ананда марги» включает выполнение индивидуальных техник медитации два раза в день и посещение коллективной медитации (дхармачакры) — раз в неделю, чтение духовной литературы (свадхьяя), пение духовных песен (прабхат самгитов) и универсальной мантры «Баба Нам Кевалам» (санскр. बाबा नाम केवालाम; киртан), выполнение асан и психо-физических танцев (тандава, каушики), суточное безводное (или водное, зависит от состояния здоровья) голодание 2 раза в месяц (монахам — 4 раза в месяц).
В «Высшем указании» Шри Шри Анандамурти подчеркивает необходимость выполнения духовной практики (садханы) регулярно два раза в день для того, чтобы достичь освобождения.
К обязательной духовной практике в «Ананда марге» относится строгое следование десяти нравственным принципам йоги — джама-нияма-садхана.

### Медитация
«Ананда марга» берет своё начало в тантрической традиции, здесь практикующий называется «садхака», а сама духовная практика — «садхана». Термин «садхана» (c санскр. — усилие завершить себя) означает усилие, направленное на духовную самореализацию.
В тантрической традиции духовный учитель, или гуру, играет особую роль. Гуру (с санскр. — тот, кто рассеивает тьму) ведёт своих учеников по духовному пути, непростому настолько, что он издревле сравнивается с остриём бритвы. Также в тантрической традиции считается, что не ученик находит учителя, но учитель сам находит ученика.
Если духовный искатель хочет выполнять духовные практики «Ананда марги», он может получить инициацию от квалифицированного учителя медитации — ачарьи. Ачарья (с санскр. — тот, кто учит собственным примером) обычно является монахом или монахиней, но в организации есть также семейные ачарьи. Младшие ачарьи — брахмачари (монахи) и брахмачарини (монахини) — носят одежды с шафрановым верхом и белым низом, старшие ачарьи — авадхуты (монахи) и авадхутики (монахини) — полностью одеты в шафрановые цвета.
Шри Шри Анандамурти обучал многим видам медитации, таким, как прарамбхика-йога, садхарана-йога, сахаджа-йога и вишеш-йога. Кроме того, он также учил капалика-медитации многих санньясинов. Его система йоги называется раджадхираджа-йога, или тантра-йога, или просто анандамарга-йога. Базовая система медитации называется сахаджа-йога — «простая йога», любой человек при желании может выполнять эту практику. Сахаджа-йога состоит из 6 техник медитации, называемых «уроки медитации», которые даются один за другим, каждому ученику индивидуально. Не существует каких-либо формальных требований для получения следующего урока медитации, это скорее определяется индивидуальными особенностями ученика, такими, как уровень заинтересованности и регулярность практики. Таким образом, некоторые ученики изучают все шесть уроков за год или два, в то время как у других уходит на это 20 лет. Также существуют более высокие техники медитации для ачарьев, изучаемые в «Ананда марге», и только самые продвинутые практикующие могут их получить.

### Физические практики
Физические практики анандамарга-йоги включают в себя асаны, мудры, бандхи, пранаямы, самомассаж и два йогических танца — каушики и тандаву. Саттвическая диета и голодание считаются неотъемлемой частью йогических практик «Ананда марги». Саттвическая диета подразумевает лакто-вегетарианство, а также отказ от некоторых растительных продуктов, таких, как лук, чеснок, грибы и некоторых других. «Ананда марга» также выступает за физическое воздержание, утверждая, что сексуальные отношения чаще одного раза в неделю могут негативно сказываться на физическом и психическом состоянии человека.

#### Асаны
Система анандамарга-йоги включает в себя 42 асаны, которые были специально отобраны Шри Шри Анандамурти как наиболее полезные. Асаны рекомендуется практиковать не реже одного раза в день, желательно два раза в день: утром и вечером. После выполнения асан рекомендуется самомассаж всего тела и релаксация.

#### Каошики
Каошики — это танец для всех учеников, он состоит из 18 мудр, каждая из которых имеет своё значение. Этот танец является одновременно и духовным, и физическим упражнением. Духовная составляющая нужна для установления идеации на божественном, а физическая — укрепляет тело, делает его гибким и здоровым. Кроме этого, считается, что каушики укрепляют нервную и эндокринную системы и обеспечивают всесторонний баланс организма, танец имеет 22 лечебных эффекта.

#### Тандава
Этот энергичный танец обычно ассоциируется с Шивой в форме Натараджи, исполняющего космический танец. Название «тандава» происходит от санскритского глагола «tandu» («прыгать»). Этот танец выполняется только мужчинами, поскольку он увеличивает выработку тестостерона. В «Ананда марге» считается, что тандава благотворно действует на работу мозга, эндокринные железы, увеличивает концентрацию и ясность ума, избавляет от страха.
Танец символизирует борьбу жизни со смертью, статичностью. Сначала танцор встает с вытянутыми вдоль руками, левая рука с открытой ладонью, а правая — со сжатым кулаком. Танцор представляет в левой руке человеческий череп, либо змею как символы смерти, а в правой — кинжал как символ жизненной силы и стойкости. Выполняя тандаву танцор удерживает идеацию в разуме, что при помощи своей жизненной силы он преодолеет страх смерти. Танец начинается с энергичного прыжка вверх с ударом пятками о ягодицы и приземления в положение на корточки на носочки пальцев. Затем следует второй прыжок, во время которого колени касаются груди, после чего танцор начинает подпрыгивать то на одной ноге, то на другой, одновременно подтягивая вторую ногу к груди. Танец заканчивается финальным прыжком аналогичным первому.

## Деятельность
«Ананда марга» открывает центры йоги и медитации, школы, детские дома, центры раздачи пищи, медицинские центры, организует программы по оказанию помощи пострадавшим от стихийных бедствий, проекты развития поселений и другие проекты через свой филиал — «Всемирную команду помощи „Ананда марги“» (AMURT Архивная копия от 9 февраля 2010 на Wayback Machine и AMURTEL Архивная копия от 13 января 2011 на Wayback Machine). АМУРТ, основанный в Индии в 1965 году, осуществляет проекты в более чем 80 странах. Особое внимание уделяется решению проблем местного населения и оказание помощи в грамотном и рациональном использовании доступных ресурсов для улучшения жизни того или иного сообщества.

## Духовная и социальная философия
Философия «Ананда марги» относится к универсализму. Это комплексное мировоззрение, признающее Бога как одно безграничное высшее Сознание (Парама Пуруша). Утверждается, что Вселенная сотворенна Парама Пурушей, существует в Нём, и поэтому все созданные существа являются Его детьми как часть единой космической семьи. Многообразие Вселенной возникло из единого высшего Сознания, и человеку нужно постоянно прилагать усилия, чтобы видеть это единство во всём. Таким образом, социальное мировоззрение «Ананда марги» исходит из того, что благосостояние отдельного индивида неразрывно связано с коллективным благополучием, каждый зависит от каждого в своём существовании и развитии; права и возможности каждого должны быть равны, и не должно быть никакой дискриминации на основе таких поверхностных различий, как раса, национальность или религия.
«Ананда марга» провозглашает принципы справедливости, безопасности и мира для всех. С этой целью «Ананда марга» предлагает практический, рациональный и систематический образ жизни для сбалансированного развития всех человеческих способностей: физических, психических и духовных. Эта система включает в себя практики, которые являются благотворными для личностного и социального развития: надлежащие гигиена и питание, различные физические и психические упражнения, научно обоснованная техника медитации, базирующаяся на морали и ведущая к спокойному и сбалансированному состоянию разума и духовной реализации. В «Ананда марге» считается, что необходим баланс между духовным и мирским аспектами существования и что не следует пренебрегать одним в ущерб другому. Отсюда девиз «Ананда марги»: «самореализации и благосостояния человечества».
Социальная философия организации включает в себя три направления:
1. Неогуманизм;
2. Образование;
3. ПРАУТ.

## Пратик
В «Ананда марге» в качестве вспомогательного средства для медитации, используется особая янтра, которая называется «пратик».
Пратик является графическим выражением основы идеологии «Ананда марги». Шестиконечная звезда состоит из двух равносторонних треугольников, находящихся в равновесии. Треугольник, острие которого направлено вверх, символизирует усилия, целью которых является благосостояние и прогресс всех живых существ. Треугольник, острие которого направлено вниз, символизирует духовное знание, внутреннее стремление к реализации духовного потенциала через медитацию. В жизни духовного искателя оба аспекта, внутренний и внешний, также должны быть сбалансированы. Восходящее солнце в центре пратика обозначает успех, всесторонний прогресс. Цель жизненного пути духовного искателя представлена свастикой, символизирующей духовную победу (в пратике «Ананда марги» свастика используется в своем изначальном древнем значении как символ успеха и благополучия).